# Gabe Kapler
Gabriel Stefan Kapler (Hollywood, Los Ángeles; 31 de julio de 1975) es un exjugador de béisbol y actual gerente general asistente del equipo de Miami Marlins en las Grandes Ligas.
Kapler fue seleccionado en la 57.ª ronda del draft por los Detroit Tigers en el draft de la MLB de 1995. En las ligas menores, fue All-Star en 1996, 1997 y 1998, y fue reconocido por publicaciones nacionales como Jugador del Año de Ligas Menores en 1998.
Jugó en las Grandes Ligas de 1998 a 2010, para los Tigers, Texas Rangers, Colorado Rockies, Boston Red Sox, Milwaukee Brewers y Tampa Bay Rays (excepto la temporada 2007, que, después de haberse retirado brevemente como jugador, pasó dirigiendo el equipo Greenville Drivede en la South Atlantic League, afiliado de la Clase-A de los Red Sox). Kapler también pasó parte de la temporada 2005 jugando para los Yomiuri Giants en la Liga Japonesa de Béisbol Profesional.
Después de retirarse permanentemente como jugador, Kapler se desempeñó como entrenador de la Selección de béisbol de Israel en el Clásico Mundial de Béisbol 2013, y como Director de Desarrollo de Jugadores para los Dodgers desde 2014 hasta 2017. Fue mánager de los Filis de Filadelfia en 2018 y 2019. Se convirtió en el mánager de los Gigantes de San Francisco en 2020, y los llevó a un récord de franquicia de 107 victorias y al título del Oeste de la Liga Nacional en 2021. Kapler fue nombrado Mánager del año de las Grandes Ligas de Béisbol en 2021

## Biografía

### Primeros años
Nació en Hollywood, Los Ángeles. A la edad de ocho años, fue atropellado por un automóvil, necesitó terapia para superar su miedo a cruzar las calles. Creció en la clase media en el barrio Reseda, donde era el jugador más pequeño de su equipo de Reseda en las Ligas Pequeñas.
En 1994, se matriculó en la universidad, primero en la Universidad Estatal de California en Fullerton, y después en el Moorpark College de Moorpark.

## Trayectoria profesional

### Ligas menores
Fue seleccionado en la 57.ª ronda del draft de la MLB de 1995 por los Tigres de Detroit y fue reclutado en la clase A-corta. En 1996 jugó en la clase A y en 1997 en la clase A-avanzada.

### Ligas mayores
Debutó en las Grandes Ligas el 20 de septiembre de 1998, en el Tiger Stadium de Detroit contra los Minnesota Twins, registrando su primera carrera. Terminó la temporada con 7 apariciones en la Grandes Ligas y 139 en la Doble A.
En la temporada de 1999, participó en 130 partidos de las Grandes Ligas y en 14 de la Triple A.
El 2 de noviembre de 1999, Detroit Tigers lo transfirieron (junto con Frank Catalanotto, Francisco Cordero, Bill Haselman, Justin Thompson y el jugador de ligas menores Alan Webb) a los Rangers de Texas por Juan González, Danny Patterson y Gregg Zaun.
El 31 de julio de 2002, los Rangers lo transfirieron junto con Jason Romano a los Colorado Rockies por Todd Hollandsworth y Dennys Reyes.
El 28 de junio de 2003, los Rockies lo traspasaron a los Boston Red Sox a cambio de dinero. Se convirtió en agente libre al final de la temporada 2004.

### Yomiuri Giants (2005)
Menos de un mes después de la victoria de las Medias Rojas en la Serie Mundial de 2004, Kapler partió para jugar para los Yomiuri Giants de Japón. Recibió un contrato de 2 millones de dólares estadounidense más un bono de firma de $ 700 000, en comparación con el salario de $ 750 000 que había recibido de los Medias Rojas.

### Vuelve a las Ligas Mayores

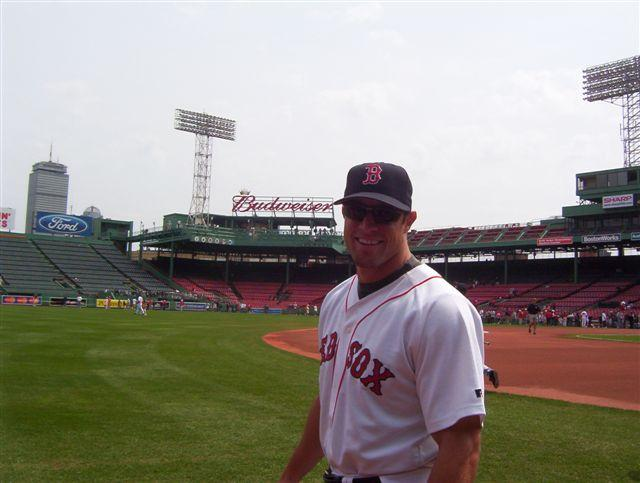
Kapler con los Medias Rojas de Boston en 2004.

El 15 de julio de 2005, volvió a firmar con los Red Sox, que lo dejaron libre el 18 de noviembre. El 23 de enero de 2006, volvió a firmar con los Red Sox y permaneció con ellos hasta el final de la temporada.
El 20 de diciembre de 2007 firmó con los Milwaukee Brewers y jugó toda la temporada 2008.
El 12 de enero de 2009 firmó con los Tampa Bay Rays, equipo con el que jugó su último partido de la liga el 14 de agosto de 2010. Se convirtió en agente libre al final de la temporada 2010.
El 18 de enero de 2011 firmó con los Angeles Dodgers, que lo dejaron libre el 31 de marzo de 2011.

## Mánager
En 2018 y 2019, fue mánager de los Filis de Filadelfia. En noviembre de 2019 fue contratado como mánager de los Gigantes de San Francisco, sucediendo al retirado Bruce Bochy. En su segunda temporada en el banquillo naranja, llevó a San Francisco a terminar las Grandes Ligas de 2021 con un récord de la franquicia de 107 victorias y 55 derrotas: la postemporada de los Gigantes terminó con la eliminación en la Serie de División de la Liga Nacional contra los Dodgers por 3-2, sin embargo fue nombrado Mánager del Año de la Liga Nacional.